# Maddi
Maddi is een bestuurslaag in het regentschap Aceh Utara van de provincie Atjeh, Indonesië. Maddi telt 214 inwoners (volkstelling 2010).